# Khalid El-Amin
Khalid El-Amin (* 25. April 1979 in Minneapolis, Minnesota) ist ein ehemaliger US-amerikanischer Basketballspieler. El-Amin gewann mit seiner Mannschaft während seines Studiums die prestigeträchtige NCAA Division I Basketball Championship 1999. Nach einer kurzen Karriere in der am höchsten dotierten Profiliga NBA spielte El-Amin als Profi in Europa und dabei vornehmlich in der Türkei und der Ukraine, wo er zweimal nationaler Meister wurde, sowie in Frankreich. 2014 und 2015 spielte er für die BG Göttingen in der Basketball-Bundesliga.

## Karriere
El-Amin gewann in seiner Schulzeit mit der Minneapolis North High School dreimal die Staatsmeisterschaft von Minnesota. Nachdem El-Amin 1996 bereits als Gatorade Player of the Year von Minnesota ausgezeichnet worden war und ein Jahr später als Minnesota Mr. Basketball geehrt wurde, bekam er 1997 einen Studienplatz an der University of Connecticut, wo er für die renommierte Hochschulmannschaft Huskies unter Trainer Jim Calhoun in der damaligen Big East Conference der NCAA spielte. Für die Goodwill Games 1998 wurde El-Amin in die US-amerikanische Auswahl berufen, die nach einer Auftaktniederlage gegen Titelverteidiger Puerto Rico noch den Titel als Gastgeber in New York City gewinnen konnte. Mit den Huskies gewann El-Amin 1998 und 1999 zweimal in Folge das Big East-Meisterschaftsturnier und, nachdem sie 1998 noch kurz vor dem Einzug ins Final Four gescheitert waren, etwas überraschend auch 1999 das landesweite NCAA-Endrundenturnier. Beim 77:74-Erfolg im Finale über die stark favorisierten Blue Devils der Duke University erzielte der für einen Basketballspieler relativ kleine und auffallend untersetzte El-Amin die letzten vier Punkte für seine Mannschaft zum Meisterschaftserfolg, der zugleich der erste NCAA-Titel für Trainer Calhoun war, der später in die Naismith Memorial Basketball Hall of Fame aufgenommen wurde. El-Amin spielte noch ein weiteres Jahr in der NCAA, in dem die Huskies jedoch ohne Most Outstanding Player Rip Hamilton und Ricky Moore weder den Big East-Titel verteidigen noch in der Endrunde weit kamen, als sie bereits in der zweiten Runde gegen die Volunteers der University of Tennessee ausschieden.
El-Amin meldete sich nach drei Collegespielzeiten zur Entry Draft an und wurde in der NBA-Draft 2000 in der zweiten Runde von den Chicago Bulls ausgewählt. Nach 50 Einsätzen für die Bulls nahm El-Amin auch an der NBA All-Star Weekend Rookie Challenge 2001 teil, doch im März 2001 musste er im Kader Platz machen für andere Spieler. Nachdem er bei den Dallas Mavericks in der Saisonvorbereitung der folgenden Saison unter Vertrag war, wechselte er zu Saisonbeginn zu den Dakota Wizards, die damals in der neuformierten Minor League Continental Basketball Association (CBA) spielten. Im Januar 2002 wechselte er innerhalb der Liga noch zu den Steelheads nach Gary (Indiana), bevor er kurze Zeit später schließlich nach Europa wechselte und für SIG Basket aus Straßburg die Saison in der französischen LNB Pro A zu Ende spielte. Straßburg verpasste jedoch auf dem neunten Platz der regulären Saison den Einzug in die Play-offs um die französische Meisterschaft. In der Saison 2002/03 spielte El-Amin in der israelischen Ligat ha’Al für den vormaligen Vizemeister Ironi aus Ramat Gan, der jedoch nur den drittletzten Platz in jener Saison belegte. El-Amin wechselte anschließend in die Türkei, wo er für Beşiktaş JK aus Istanbul in der Türkiye Basketbol Ligi (TBL) spielte. 2004 erreichte die Mannschaft nach dem dritten Platz der regulären Saison die Play-off-Halbfinalserie, die gegen Vizemeister und Lokalrivale Ülkerspor verloren ging. Ein Jahr später konnte man als erneuter Dritter die Halbfinalserie gegen diese Mannschaft gewinnen, gegen die man das Viertelfinale der FIBA Europe League 2004/05 noch verloren hatte. In der Finalserie der Meisterschaft verlor man aber klar mit nur einem Sieg in fünf Spielen gegen Titelverteidiger Efes Pilsen Istanbul. Beim All-Star Game der TBL 2005 wurde El-Amin als Most Valuable Player (MVP) ausgezeichnet.
Nach zwei Jahren verließ El-Amin 2005 die Türkei und wechselte in die Ukraine zum BK Asowmasch aus Mariupol am Schwarzen Meer. In der Basketball Superliga Ukraine konnte man in der Finalserien-Neuauflage den im Vorjahr verlorenen Meistertitel vom BK Kiew zurückholen und gewann nach dem Pokalerfolg das nationale Double. Den Meistertitel konnte man auch 2007 verteidigen. International war man im FIBA EuroCup 2005/06 trotz zweier Heimsiege gegen die späteren Finalisten BK Chimki und Joventut de Badalona in der zweiten Gruppenphase knapp gescheitert, doch ein Jahr später zog die Mannschaft in das Finale dieses Wettbewerbs ein. Gegen den spanischen Vertreter und Gastgeber Akasvayu Girona, der von Svetislav Pešić trainiert wurde, verlor man das Finale im FIBA EuroCup 2006/07 mit 72:79. Anschließend ging El-Amin in die Türkei zurück und gewann mit Türk Telekomspor aus Ankara den nationalen Pokalwettbewerb 2008, bei dem er als MVP des Finalspiels ausgezeichnet wurde. Nachdem die Mannschaft im ULEB Cup 2007/08 vergleichsweise früh ausgeschieden war, erreichte man erstmals nach 1997 und zum zweiten Mal überhaupt die Finalserie um die türkische Meisterschaft, die jedoch gegen Fenerbahçe Ülker verloren ging. Für die Saison 2008/09 kehrte El-Amin zunächst zu Asowmasch Mariupol zurück und gewann noch einmal den ukrainischen Pokalwettbewerb. Ende März 2009 holte ihn Türk Telekomspor noch einmal zurück, doch der Hauptrundenzweite verlor die Halbfinalserie gegen Titelverteidiger Fenerbahçe Ülker klar ohne eigenen Sieg. In der Saison 2009/10 spielte El-Amin erneut in der ukrainischen Superliga, jedoch diesmal für den BK Budiwelnyk aus der Hauptstadt Kiew. Der Verein, der zu diesem Zeitpunkt gleichauf mit Asowmasch Rekordmeister mit sechs Titeln war, erreichte erstmals seit 1998 wieder die Finalserie um die nationale Meisterschaft, die gegen den Titelverteidiger und El-Amins ehemalige Mannschaft Asowmasch verloren ging, die ihrerseits ihren fünften Titelerfolg in Serie feierten.
In der Saison 2010/11 spielte El-Amin für den litauischen Meister Lietuvos rytas aus Vilnius. Im höchstrangigen europäischen Vereinswettbewerb EuroLeague 2010/11 schied die Mannschaft in der zweiten Gruppenphase der 16 besten Mannschaften aus, obwohl El-Amin am zweiten Spieltag der Zwischenrunde noch „Spieler der Woche“ war. Beim Final Four der Baltic Basketball League verlor man das Halbfinale gegen den lettischen Meister VEF Riga und verlor auch als Titelverteidiger die Finalserie der litauischen Meisterschaft gegen den ewigen Rivalen Žalgiris Kaunas, doch El-Amin hatte das Saisonende nach einer Verletzung verpasst. In der Saison 2011/12 spielte El-Amin für den Traditionsverein und kroatischen Rekordmeister KK Cibona aus der Hauptstadt Zagreb. Im Eurocup 2011/12 blieb man in der Vorrunde sieglos und in der ABA-Liga reichte es für den Verein nur zum siebten Platz, doch in der kroatischen Meisterschaft konnte sich der Verein mit El-Amin den im Vorjahr verlorenen Titel zurückholen. In der Saison 2012/13 kehrte El-Amin noch einmal nach Frankreich zurück, wo er zu Beginn seiner europäischen Karriere gespielt hatte, und spielte für den vormaligen Vizemeister MSB aus Le Mans in der Pro A. Nach eher mäßigem Saisonverlauf einigte man sich Mitte Februar 2013 auf eine Vertragsauflösung. Für die Saison 2013/14 unterschrieb El-Amin wieder einen Vertrag am Schwarzen Meer, jedoch diesmal an der türkischen Nordküste in Trabzon. In einem Spiel in einem Pokalwettbewerb für den Erstliga-Rückkehrer zu Saisonbeginn zog sich El-Amin einen Achillessehnenriss zu und fiel ohne Einsatz in einem Meisterschaftsspiel letztlich für den Rest der Saison aus.
El-Amin kehrte in der Saison 2014/15 aufs Spielfeld zurück, und zwar beim deutschen Bundesliga-Aufsteiger BG Göttingen. Er bestritt in diesem Spieljahr 32 Bundesliga-Begegnungen für die „Veilchen“ und stand dabei immer in der Anfangsaufstellung. Mit Mittelwerten von 14,5 Punkten und 4,8 Korbvorlagen pro Partie war El-Amin Leistungsträger der Niedersachsen. Zu Beginn der Saison 2015/16 stand er beim kosovarischen Verein Sigal Prishtina unter Vertrag, im Dezember 2015 kehrte er zur BG Göttingen zurück. Er kam in der Saison 2015/16 auf 16 Bundesliga-Spiele für die BG und erreichte Mittelwerte von 13,1 Punkten sowie 6,4 Korbvorlagen je Partie. Im Mai 2016 musste er sich seiner Rückenoperation unterziehen. Im Alter von fast 38 Jahren spielte er in der Frühjahrssaison 2017 noch kurzzeitig für die Marinos de Anzoategui in Venezuela.
Er beendete seine Spielerkarriere und wurde Co-Trainer der Basketballmannschaft an der Minneapolis North High School, wo er einst selbst spielte.